# Búsqueda del Jesús histórico
La búsqueda del Jesús histórico se refiere a los esfuerzos académicos para proporcionar un retrato histórico de Jesús.
Es usual, especialmente en el mundo anglosajón y alemán, dividir esta búsqueda del Jesús histórico en tres etapas sucedidas en el tiempo, que comenzarían en el siglo XVIII, y que contarían, cada una de ellas, con características distintas y con diferentes criterios de investigación. Estas búsquedas se distinguen de los enfoques anteriores porque se basan en el método histórico para estudiar los relatos bíblicos. Si bien se había llevado a cabo un análisis textual de las fuentes bíblicas durante siglos, estas búsquedas introdujeron nuevos métodos y técnicas específicas para establecer la validez histórica de sus conclusiones.
El entusiasmo demostrado durante la primera búsqueda disminuyó después de la crítica de 1906 de Albert Schweitzer, quien señaló varias deficiencias en los enfoques utilizados en ese momento. La segunda búsqueda comenzó en 1953, a mitad de siglo, e introdujo una serie de nuevas técnicas, pero se estancó en la década de 1970. En la década de 1980 una serie de estudiosos poco a poco comenzaron a introducir nuevas ideas de investigación, iniciando una tercera búsqueda, caracterizada por los enfoques más recientes de estudio.
Si bien existe un acuerdo generalizado entre los estudiosos sobre la existencia de Jesús, y un consenso básico sobre las líneas generales de su vida, los retratos de Jesús construidos en las búsquedas tienden a menudo a diferir unos de otros, y de la imagen retratada en los relatos de los Evangelios. Existen atributos superpuestos entre los retratos, y mientras que ciertos estudiosos pueden ponerse de acuerdo sobre algunos atributos, esos mismos eruditos pueden diferir en otros, y no hay un retrato unificado del Jesús histórico que satisfaga a la mayoría de los estudiosos.

## Primera búsqueda

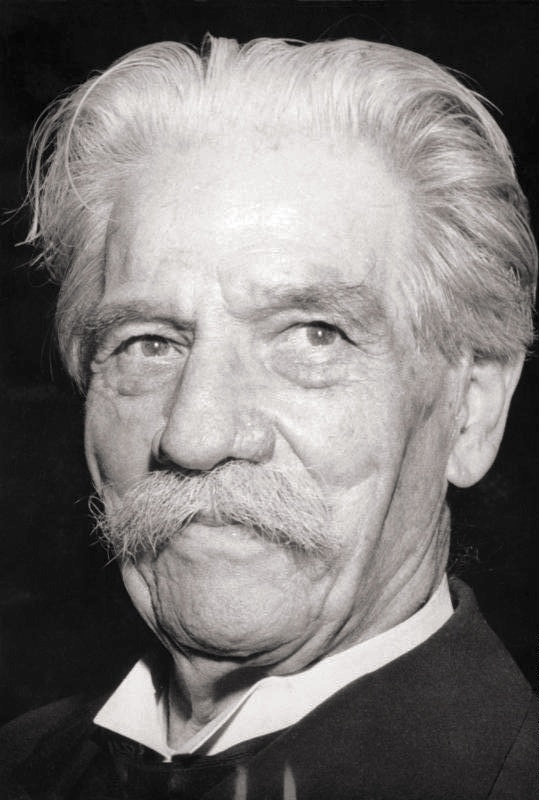
Albert Schweitzer, quien en su libro La Búsqueda del Jesús Histórico, acuñó el término.

Cuando terminó la Ilustración, varios estudiosos en Europa comenzaron a ir más allá del análisis textual y el desarrollo de las armonías del Evangelio, y comenzaron a producir biografías de Jesús referidas típicamente como Vidas de Jesús. Estas biografías intentaron aplicar algunas técnicas históricas a una versión armonizada de las narraciones de los Evangelios, y produjeron nuevas visiones generales de la vida de Jesús. Estos intentos de construir una biografía de Jesús llegaron a ser conocidos como la primera «búsqueda del Jesús histórico», un término efectivamente acuñado por el libro de Albert Schweitzer, que fue originalmente titulada La Búsqueda del Jesús Histórico: Un Estudio Crítico de su Progreso desde Reimarus a Wrede.
Para finales del siglo XIX, habían sido escritas cientos de Vidas de Jesús. Algunas de ellas eran puramente sensacionalistas: no se produjeron debido a los nuevos datos que habían aparecido, sino debido a que algunas personas leían e interpretaban los evangelios de nuevas maneras. Estas historias de las Vidas de Jesús eran a menudo idealizadas, altamente psicológicas o incluían nuevos elementos que no figuraban en ninguno de los evangelios u otros documentos históricos. Por ejemplo, Ernest Renan utilizó el episodio en el que Jesús monta un burro durante su entrada triunfal en Jerusalén para construir una historia en la cual Jesús el carpintero era un profeta amable que tenía un burro en Galilea y lo montaba mientras viajaba entre sus diferentes pueblos.
Mark Powell señala que la producción de estas Vidas de Jesús se regía generalmente por tres elementos: (1) La imposición de un gran esquema (por ejemplo, a Jesús como un reformador) que dictaba el tema de la obra y en términos del cual se interpretaban los evangelios; (2) la exclusión de aquellas partes de los registros de los evangelios que no encajaban en el esquema; (3) la adición de material nuevo que no aparece en ninguno de los evangelios para llenar los vacíos en la historia. Andreas J. Köstenberger afirma que en muchos casos estas historias retratan a Jesús «como un misionero en sí», en lugar de una figura judía del siglo I.
Los temas de fondo utilizados por los autores de las diversas Vidas de Jesús durante la primera búsqueda variaron. En algunos casos, su objetivo era alabar el cristianismo, en otros casos, atacarlo. Una de las primeras publicaciones notables de esta primera búsqueda fue de Hermann Reimarus (1694-1768), quien interpretó a Jesús como una figura política de poco éxito, que asumió que su destino era poner a Dios como el rey de Israel. Reimarus escribió un tratado donde rechazaba los milagros y acusaba a los autores de la Biblia de fraude, pero no lo publicó. Más tarde, Gotthold Lessing (1729-1781) publicó póstumamente esta tesis. Barón de Holbach (1723-1789), que no tenía ningún interés en recuperar a un Jesús histórico, sino en criticar a la religión escribió Ecce Homo – La historia de Jesús de Nazaret, y lo publicó anónimamente en Ámsterdam en 1769. El libro fue traducido al inglés por George Houston, y publicado en 1799 y después en 1813, por lo cual Houston (quien confesó ser el autor) fue condenado por blasfemia a dos años de prisión.

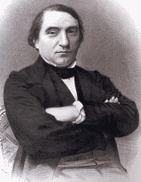
Ernest Renan, cuyo libro fue uno de las más populares Vidas de Jesús.

David Strauss (1808-1874) quien, a la edad de 27 años, fue pionero en la búsqueda del «Jesús histórico» al rechazar todos los eventos sobrenaturales como elaboraciones míticas. Su obra de 1835, Vida de Jesús, fue uno de los primeros y más influyentes análisis sistemáticos de la historia de la vida de Jesús, con el objetivo de basarlo en una investigación histórica imparcial. Strauss consideró las de los milagros en la vida de Jesús contenidos en los evangelios en términos de mitos que surgieron como resultado de la imaginación de las comunidades cristianas, ya que volvieron a contar historias y representar eventos naturales como milagros. Albert Schweitzer escribió en La Búsqueda del Jesús Histórico (1906; 1910) que los argumentos de Strauss «cumplimentan el certificado de defunción de toda una serie de explicaciones que, a primera vista, parecen estar vivas, pero no están realmente así». Añade que existen dos grandes períodos de la investigación académica en la búsqueda del Jesús histórico, a saber, «el período antes de David Strauss y el período después de David Strauss».
Entre las obras que aparecieron después se encuentra el libro de Ernest Renan Vie de Jesús, que combinó la interpretación académica con una psicológica sentimental y novelesca. Tuvo mucho éxito y gozó de ocho reimpresiones en tres meses. Renan fusionó las narraciones de los Evangelios con sus propias interpretaciones psicológicas, por ejemplo que Jesús predicó una «dulce teología del amor» en Galilea, pero se convirtió en un revolucionario una vez que se encontró con el establishment en Jerusalén.
Johannes Weiß (1863-1914) y William Wrede (1859-1906) trajeron los aspectos escatológicos del ministerio de Jesús a la atención del mundo académico. Tanto Weiß como Wrede eran apasionadamente antiliberales y sus presentaciones estaban orientadas a enfatizar la naturaleza inusual del ministerio y las enseñanzas de Jesús. Wrede escribió sobre el tema del secreto mesiánico en el Evangelio de Marcos, y argumentó que era un método utilizado por los primeros cristianos para explicar que Jesús no pretendió proclamarse a sí mismo como el Mesías.
Albert Kalthoff (1850-1906), en el capítulo «¿Existió un Jesús histórico?» de su libro de 1904 ¿Cómo surgió el cristianismo? Nuevas contribuciones al problema de Cristo (publicado en inglés en 1907 como The rise of Christianity) escribió: «Un Hijo de Dios, Señor del Mundo, nacido de una virgen, y resucitado después de la muerte, y el hijo de un pequeño carpintero con nociones revolucionarias, son dos seres totalmente diferentes. Si uno fue el Jesús histórico, el otro sin duda no lo era. La verdadera cuestión de la historicidad de Jesús no es simplemente si alguna vez hubo un Jesús entre los numerosos demandantes de un mesianismo en Judea, pero si hemos de reconocer el carácter histórico de este Jesús en los Evangelios, y si ha de considerarse como el fundador del cristianismo».
Albert Schweitzer (1875-1965), historiador de Teología, quien presentó una importante revisión crítica de la historia de la búsqueda de la vida de Jesús en La Búsqueda del Jesús Histórico: Un Estudio Crítico de su Progreso desde Reimarus a Wrede (1906, primera edición), denunciando la subjetividad de los diversos autores, que introducían sus propias preferencias en el carácter de Jesús. Hay un capítulo (cap. 10) sobre la hipótesis de las dos fuentes de Christian Hermann Weisse y la hipótesis de Wilke de Christian Gottlob Wilke y tres capítulos sobre David Strauss (cap. 7, 8 y 9), y un capítulo completo a Bruno Bauer (cap. 11). Bauer (1809-1882) fue el primer teólogo académico que afirmó la no historicidad de Jesús. Sin embargo, su erudición fue enterrada por el mundo académico alemán, y siguió siendo un paria hasta que Albert Kalthoff rescató a sus obras del abandono y la oscuridad. Schweitzer elogió el trabajo temprano de Bauer, antes de su período posterior y conclusión con respecto a la no historicidad de Jesús.
Un desafío directo a la primera búsqueda fue El Mito de Cristo, publicado por primera vez en 1909 por Arthur Drews, que planteó la teoría del mito de Cristo y la negación de la existencia de un Jesús histórico. Drews, amplificando y dando a conocer la tesis inicialmente propuesta por Bruno Bauer, saltó a la fama por la controversia internacional resultante provocada por su libro. En 1912, S. J. Case señaló que en la última década, las dudas acerca de la existencia de Jesús habían avanzado en varios sectores, pero en ninguna parte con tanta insistencia como en Alemania, donde el movimiento escéptico se había convertido en propaganda regular: «Su principal defensor es Arthur Drews, profesor de la filosofía en la Escuela Técnica Superior de Karlsruhe. Desde la aparición de su Christusmythe en 1909 el tema se ha mantenido ante el público por medio de debates que tuvieron lugar en varios lugares, sobre todo en algunos centros universitarios importantes, como Jena, Marburgo, Giessen, Leipzig, Berlín».
Para discutir la tesis de Drews, Schweitzer añadió dos nuevos capítulos en 1913 a la segunda edición de su obra, La Búsqueda del Jesús histórico. (Geschichte der Leben Jesu-Forschung, 2. Auflage, 1913):
- Cap. 22, (pp. 451-499), «La nueva negación de la historicidad de Jesús» (Die Neueste Bestreiten der Geschichtlichkeit Jesu) analiza la tesis de Drews, además de ocho escritores que apoyan la tesis de Drews sobre la no existencia de Jesús: J. M. Robertson, Peter Jensen,[37] Andrzej Niemojewski, Christian Paul Fuhrmann,[38] W. B. Smith, Thomas Whittaker, G. J. P. J. Bolland, Samuel Lublinski. Tres de ellos están a favor de explicaciones mítico-astrales.
- Cap. 23 (pp. 500-560), «El debate sobre la historicidad de Jesús» (Die Diskussion über die Geschichtlichkeit Jesu), analiza las publicaciones de 40 teólogos/estudiosos en respuesta a Drews, y menciona a los participantes de un debate público de febrero de 1910. La mayoría de las publicaciones son críticas y negativas. Schweitzer continúa su exposición sistemática de los problemas y dificultades en las teorías de los Bestreiter («retadores») y Verneiner («negadores»); los radicales neerlandeses, J. M. Robertson, W. B. Smith y Drews; la autenticidad de las cartas paulinas y la historicidad del propio Pablo.

Schweitzer mismo también argumentó que todas las presentaciones de Jesús del siglo XIX habían maximizado o descuidado el mensaje apocalíptico de Jesús, y desarrolló su propia versión del retrato de Jesús en el contexto apocalíptico judío. Schweitzer luego se convenció de que la búsqueda de un Jesús histórico era inútil, abandonó los estudios bíblicos y fue a África como misionero médico.

### Dénouementde la primera búsqueda
El trabajo de Schweitzer fue precedido por el libro de Martin Kähler El así llamado Jesús Histórico y el Cristo Bíblico Histórico, que fue publicado en 1896. Kähler argumentó que no era posible separar el Jesús de la historia del Cristo de la fe y que, en cualquier caso, el objetivo clave de análisis bíblico debía ser entender mejor al Cristo de la fe que había influido en la historia. El trabajo de Kähler llamó a conservadores y liberales, y su efecto conjunto con el libro de Schweitzer terminó de manera efectiva con la primera búsqueda.

## Periodo de «No Búsqueda»
La crítica de Schweitzer (1906) socavó los intentos anteriores en la investigación histórica de Jesús, y con frecuencia es considerada como el inicio de un período de «no búsqueda» que dura hasta la conferencia de Ernst Käsemann (1953) que comenzó la segunda búsqueda. Ben Witherington señala que, al final de la primera búsqueda, se asumió que la investigación histórica de Jesús estaba muerta, a pesar de que no resultó ser el caso.
Algunos investigadores como Paul Zahl argumentan que los dos últimos párrafos del libro de Schweitzer resumen acertadamente el final de la primera búsqueda, Schweitzer dice «Jesús de Nazaret no se verá afectado a sí mismo por ser modernizado como una figura histórica [...]. Él viene a nosotros como Un desconocido». Zahl compara la primera búsqueda con la expedición de Scott a la Antártida, y afirma que la primera misión terminó como un desastre total, lo que frenó los esfuerzos académicos para proseguir la investigación sobre el Jesús histórico. Sin embargo, otros autores como Stanley Porter o Dale Allison no están de acuerdo con esa evaluación, o la separación en términos de estas fases.
Stanley Porter afirma que la crítica de Schweitzer terminó solamente los estudios «idealizados y excesivamente psicologizados» de la vida de Jesús, y otras investigaciones continuaron. Dale Allison afirma que otra investigación se llevó a cabo durante la fase llamada «no búsqueda», y el progreso era continuo cada año, excepto en 1919 cuando un nuevo libro académico de Jesús fue publicado. Maurice Casey afirma que, aunque pueda parecer al principio razonable llamar a esto un período de «no búsqueda», esa caracterización no es exacta y en este período se hizo otro significativo progreso, por ejemplo, el trabajo de H. B. Streeter sobre la prioridad de Marcos y la fuente Q afectó a las investigaciones posteriores.
Una figura clave en el período relativamente tranquilo de 1906 a 1953 fue Rudolf Bultmann, quien se mostró escéptico en cuanto a la relevancia y la necesidad de la investigación histórica de Jesús y argumentó que la única cosa que podemos o necesita saber acerca de Jesús es la «aseidad» (en alemán: Dass) de su existencia, y muy poco más. Bultmann argumentó que lo único importante es la «aseidad» (no la «quididad»), solo los hechos que Jesús existió, predicó y murió por crucifixión, no lo que ocurrió a lo largo de su vida. Bultmann también fue partidario del estudio de las tradiciones orales que transmiten los evangelios.
Bultmann creyó que solo unos cuantos hechos dispersos podrían ser conocidos acerca de Jesús pero, pese a ello, dicha búsqueda era inútil, pues lo único que importa es seguir «la llamada de Jesús», que solo puede ser conocida a través de un encuentro existencial con la palabra de Dios. Bultmann argumentó que la literatura cristiana más antigua mostraba poco interés en lugares específicos y que el estudio de Jesús a través de un análisis histórico no era solamente imposible, sino innecesario. Sin embargo, al final, Bultmann no cerró completamente la puerta a la investigación histórica y en 1948 sugirió la posibilidad de una mayor investigación.

## Segunda búsqueda

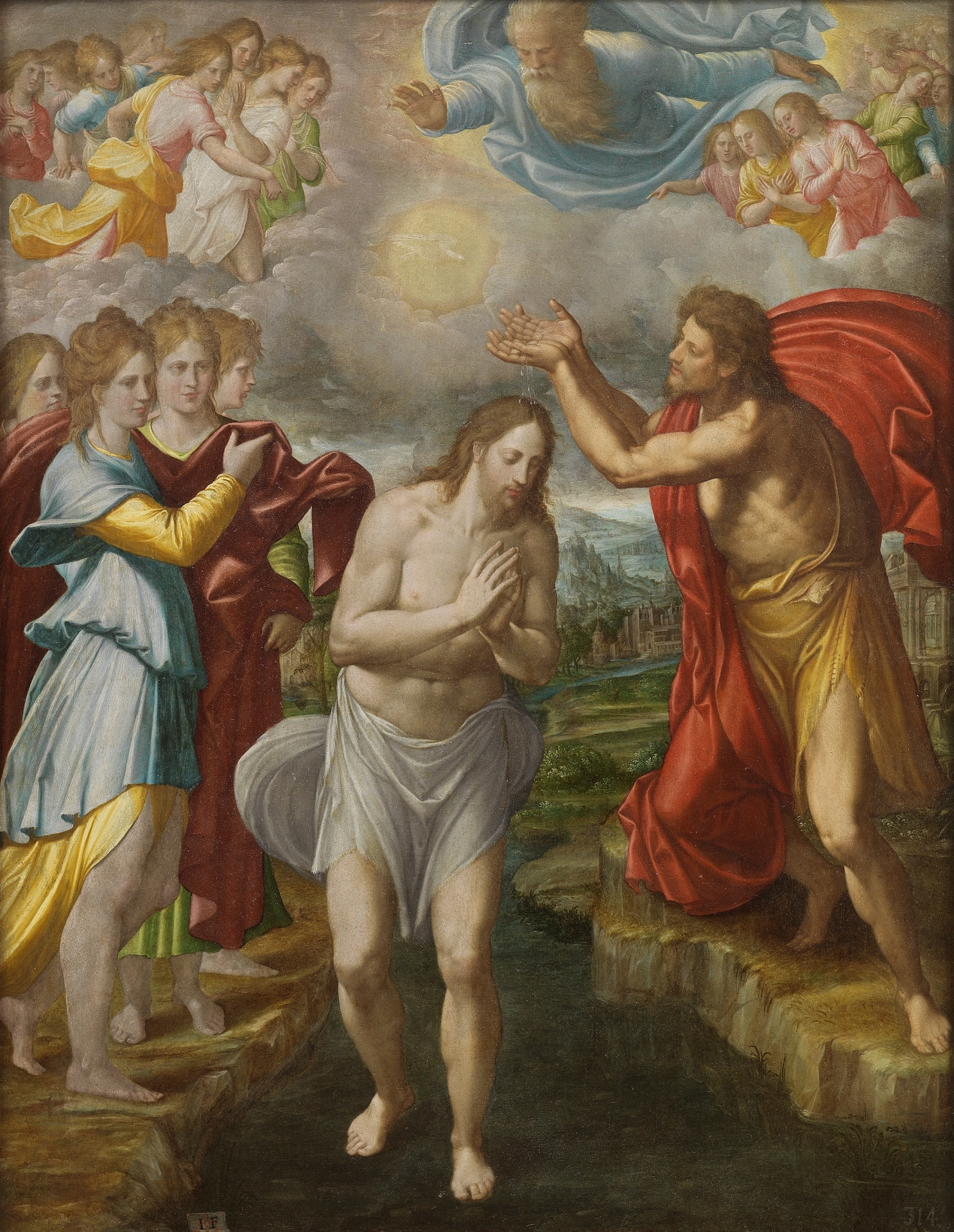
El criterio de dificultad, desarrollado durante la segunda búsqueda, fue aplicado al bautismo de Jesús (pintura de Juan Fernández Navarrete, c. 1567).

Si bien las fechas exactas para el inicio de la primera o la tercera búsqueda pueden ser cuestionadas, el comienzo de la segunda búsqueda tiene una fecha y un lugar bien conocido, a saber, la conferencia de Ernst Käsemann del 20 de octubre de 1953 titulada «El problema del Jesús histórico», pronunciada a una reunión anual de exalumnos de la Universidad de Marburg que, como Käsemann, estudiaron con Rudolf Bultmann.
La conferencia de Käsemann marcó un alejamiento de las enseñanzas de su antiguo profesor Bultmann, quien hizo hincapié en la teología y en 1926 había argumentado que la investigación histórica de Jesús era a la vez inútil e innecesaria; si bien Bultmann modificó ligeramente esa posición en un libro posterior. Käsemann avanzó a la postura de que, si bien los evangelios pueden ser interpretados con fines teológicos, aun así contienen memorias históricas que pueden proporcionar información acerca de Jesús. Este punto de vista efectivamente comenzó lo que entonces se conoció como la «Nueva búsqueda», y más adelante llegó a ser llamada la segunda búsqueda del Jesús histórico. La mayoría de los estudiosos que participaron en la segunda búsqueda eran alemanes o capacitados por alemanes.
La perspectiva de Käsemann, que es posible saber algo acerca de Jesús si las herramientas de análisis histórico se aplican de manera sistemática, demostró ser muy importante, e inspiró a una serie de estudiosos para desarrollar nuevos enfoques para el estudio del Jesús histórico. Una de las obras influyentes que siguieron a su enfoque fue el libro de 1956 de Günther Born Kamm, Jesús de Nazaret, y su conocida afirmación de que «lo que los Evangelios reportan concerniente al mensaje, los hechos y la historia de Jesús todavía es distinguido por [su] autenticidad [...] estas características nos apuntan directamente a la figura terrenal de Jesús», proporcionaron el impulso para la segunda búsqueda en la década de 1960. El libro de 1959 de James M. Robinson, New Quest for the Historical Jesus and Other Essays, fue reimpreso varias veces, indicando el alto nivel de interés en el tema durante la década de 1960.
Con el fin de analizar los pasajes bíblicos, Käsemann introdujo el criterio de disimilitud, que compara un pasaje del Evangelio (por ejemplo, una declaración de Jesús) con el contexto judío de la época, y si es diferente, es mayor su probabilidad de ser auténtico. Durante la segunda búsqueda también se introdujo el criterio de dificultad. Este criterio establece que es poco probable que un grupo invente una historia que sería embarazosa para sí mismo. Por ejemplo, este criterio sostiene que la Iglesia cristiana primitiva nunca hubiera querido inventar el núcleo de la historia sobre el bautismo de Jesús por Juan, que bautizaba para la remisión de los pecados, y Jesús fue considerado como sin pecado, por lo tanto, esa historia era irrelevante y embarazosa, ya que se coloca a Juan por encima de Jesús. Mientras que el bautismo de Jesús en sí puede ser un evento histórico, la presencia de la paloma y la voz del cielo pueden ser embellecimientos posteriores al suceso inicial. El libro de Marcello Craveri de 1967, Vida de Jesús, basado en los Rollos del Mar Muerto, argumentó que las pretensiones de divinidad hechas por el Jesús histórico eran estrictamente limitadas y no inusuales para un judío de aquella generación. Gran parte de las demandas más fuertes, y el énfasis en el poder redentor de la muerte de Cristo en la cruz, podrían considerarse como reelaboraciones de Pablo, quien probablemente estaba fuertemente influenciado por las tradiciones grecorromanas.
Para inicios de la década de 1970 el impulso inicial de la segunda búsqueda había desaparecido. Un número de estudiosos atribuyen al final de esta búsqueda al papel cada vez menor de las ideas de Bultmann, Ben Witherington indica: «del mismo modo que la altísima influencia de Bultmann y el entusiasmo por el existencialismo comenzó a disminuir, también lo hizo el entusiasmo por la segunda búsqueda». Geza Vermes afirma: «Debido a la influencia colosal de Bultmann en alemán, y posteriormente a través de sus antiguos estudiantes en Norteamérica, el aprendizaje del Nuevo Testamento y el reloj de la investigación histórica real se detuvo durante medio siglo», y que empezó de nuevo solamente después de que la influencia había terminado. Paul Zahl afirma que mientras que la segunda búsqueda hizo contribuciones significativas en el tiempo, sus resultados están ahora en su mayoría olvidados, aunque no refutados.

## Tercera búsqueda

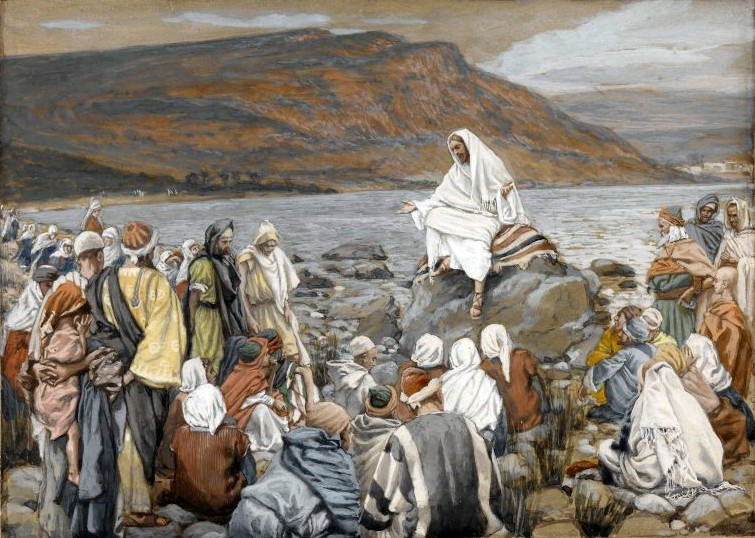
Jesús enseña a la gente junto al mar, de James Tissot, c. 1890.

La segunda búsqueda se estancó en la década de 1970 y, para la década de 1980, una tercera búsqueda había comenzado y ganado muchos seguidores académicos. A diferencia de la anterior, la tercera búsqueda no tenía ningún principio bien definido y había surgido como una serie de estudiosos presentando nuevos enfoques dentro de un tiempo relativamente corto de unos a otros. En 1992, N. T. Wright acuñó el término «tercera búsqueda» para referirse a estos nuevos enfoques.
Más allá de los criterios anteriores de atestación múltiple, disimilitud (también llamada discontinuidad) y dificultad, una serie de nuevos criterios se desarrollaron mediante la tercera búsqueda. Los principales de ellos son:
- El criterio de plausibilidad histórica se introdujo en 1997.[5] Este principio analiza la plausibilidad de un evento en términos de componentes tales como la verosimilitud contextual y la plausibilidad consecuente, es decir, el contexto histórico tiene que ser adecuado, así como las consecuencias.[5] En investigaciones recientes, el criterio de plausibilidad ha encontrado de parte de los estudiosos una predilección mayor que el criterio de disimilitud, y los registros que se ajustan al contexto histórico son vistos con mayor probabilidad de ser auténticos.[3][58]

- El criterio de rechazo y ejecución fue desarrollado en 1985.[5] Es muy diferente de otros criterios y no apunta directamente a un dicho particular o un acto de Jesús como auténtico, sino que centra la atención en el hecho de que Jesús fue rechazado por los judíos y ejecutado por los romanos, y entonces pregunta qué palabras y hechos cabrían en este escenario.[56][57] John P. Meier afirma que este criterio destaca que habría sido poco probable que un Jesús que no desafía a las autoridades de su tiempo hubiera sido crucificado y, por lo tanto, ayuda a evaluar los dichos de Jesús en ese contexto.[57]

- El criterio de congruencia (también llamado prueba circunstancial acumulada) es un caso especial del anterior criterio de coherencia.[59] El criterio de coherencia, también llamado criterio de coherencia y conformidad, repasa lo que ya se ha establecido como histórico, y analiza si una nueva hipótesis es consistente y coherente con lo que ya se conoce.[56] Así, este criterio no se limita a aplicarse a los textos antiguos como uno principal, sino que repasa los resultados del análisis moderno y considera su coherencia y consistencia.[57] El criterio de congruencia presta apoyo a una hipótesis si las observaciones de otros datos sugieren conclusiones similares.[59]

Un número de otros criterios propuestos son vistos como dudosos y poco fiables por los estudiosos de la tercera búsqueda. Estos incluyen la presencia de indicios de arameo propuesto por Joachim Jeremias, que evalúa un dicho bíblico sobre la base de la presencia de un vocabulario o una gramática, posiblemente, arameos; y el semejante criterio del medio palestino que considera una dicho auténtico si se ajusta al contexto palestino en tiempos de Jesús. El criterio de la vivacidad de la narración sugiere que si un dicho expresa un lenguaje más vívido que el del resto del texto que lo rodea, puede ser una declaración de un testigo ocular; sin embargo, este criterio es generalmente rechazado por los estudiosos.
Una nueva característica de los aspectos modernos de la tercera búsqueda ha sido el papel de la arqueología, y James Charlesworth afirma que actualmente pocos eruditos modernos quieren ignorar los descubrimientos arqueológicos que aclaran la naturaleza de la vida en Galilea y Judea durante el tiempo de Jesús. Una característica adicional de la tercera búsqueda ha sido su carácter interdisciplinario y global de la erudición. Mientras que las dos primeras búsquedas fueron realizadas mayormente por los teólogos protestantes de Europa, la tercera búsqueda ha visto una afluencia de estudiosos de varias disciplinas de todo el mundo, por ejemplo, eruditos judíos involucrados en la investigación histórica de Jesús han contribuido con su conocimiento detallado del judaísmo del Segundo Templo como el contexto para la tercera búsqueda.

## Interpretaciones históricas de Jesús
Aunque existe un amplio consenso entre los eruditos sobre la existencia de Jesús como figura histórica, los retratos de Jesús construidos durante las tres búsquedas a menudo difieren entre sí y de la imagen retratada en los relatos evangélicos. Amy-Jill Levine señala que, a pesar de los diferentes retratos, hay un consenso académico universal sobre el esquema básico de la vida de Jesús en que la mayoría de los estudiosos coinciden en que Jesús fue bautizado por Juan el Bautista, debatió con las autoridades judías sobre el tema de Dios, realizó algunas sanaciones, enseñó en parábolas, reunió seguidores y fue crucificado por el prefecto romano Poncio Pilato.
Las muchas diferencias de énfasis entre las interpretaciones principales en la tercera búsqueda pueden agruparse con base en varias interpretaciones primarias de Jesús como un profeta apocalíptico, un curador carismático, un filósofo cínico, un Mesías judío o un profeta del cambio social. Sin embargo, hay poco acuerdo académico sobre una sola interpretación de su vida, o de los métodos necesarios para construirlo. Hay, sin embargo, atributos superpuestos entre los retratos, y los eruditos que difieren en algunos atributos pueden ponerse de acuerdo sobre otros. Estos grupos reflejan la característica esencial de cada retrato y los relatos a menudo incluyen elementos que se superponen, por ejemplo, hay varios eruditos, entre ellos Crossan y Wright, que son críticos entre sí, pero cuyas interpretaciones coinciden en que Jesús no era «principalmente apocalíptico» y todavía creen que Jesús predicó tal mensaje, mientras que otros (p. ej. Borg y Mack) difieren en ese punto. La tercera búsqueda fue testigo de una fragmentación de los retratos académicos de Jesús, después de la cual ninguna imagen unificada de Jesús podría alcanzarse.
En su libro de 1906, La Búsqueda del Jesús Histórico, Albert Schweitzer señaló las similitudes de los retratos con los estudiosos que los construyen y afirmó que a menudo  son «pálidos reflejos de los [propios] investigadores». John Dominic Crossan resumió la situación reciente afirmando que muchos autores que escriben sobre la vida de Jesús «[...] hacen una autobiografía y la llaman biografía [...]».

## Críticas a la clasificación
Este esquema de clasificación en tres etapas se ha convertido en el nuevo paradigma historiográfico para describir la historia de la investigación sobre el Jesús histórico en la mayoría de la literatura académica.
Sin embargo, no posee fundamentos infalibles para todos los investigadores, e incluso se han propuesto paradigmas interpretativos alternativos.
Algunos de los motivos por los que se rechaza esta clasificación en tres etapas son:
- La búsqueda de Jesús no se detuvo. Solo en algunos entornos teológicos como en la escuela bultmaniana se desistió claramente en la búsqueda.
- No es adecuado agrupar la diversidad de estudios actuales bajo una etiqueta común.
- No es adecuado llamar a la primera búsqueda antigua búsqueda como si sus planteamientos estuvieran obsoletos y superados. Hay trabajos de investigación actuales que continúan planteamientos de la primera búsqueda. Por ejemplo, en J. Sanders, D. C. Allison y B. D. Ehrman podemos encontrar una versión actual del Jesús apocalíptico de Schweitzer, Strauss y Weiss. Por tanto, no es riguroso dividir la búsqueda en tres etapas de características claramente diferenciadas entre sí.

Autores como Antonio Piñero, uno de los mayores expertos en la figura de Jesús de Nazaret desde el punto de vista histórico en el mundo hispanohablante, califica esta clasificación como "inadecuada e incompleta". Según la interpretación derivada de este esquema de clasificación, se produjo un gran e irremediable vacío en la búsqueda histórica de Jesús durante la primera mitad del siglo XX en todos los países, causado por una postura escéptica sobre los resultados históricos de investigaciones anteriores (hasta llegar a las investigaciones de autores alemanes durante la segunda mitad del siglo XX), y por la asunción de que los trabajos que siguen la metodología de la historia de las formas tuvieron un impacto negativo. Esta interpretación es rechazada por Piñero, ya que ha llevado a investigadores (principalmente anglosajones y alemanes) a ignorar muchos trabajos de investigación independiente y relevantes como los de Alfred Loisy, Maurice Goguel y Charles Guignebert.
Por otra parte, destaca los tintes ideológicos de esta clasificación, donde la tercera superaría a las dos anteriores. A su modo de ver, esta distinción en tres etapas es útil sólo para entender algunos rasgos internos de la historiografía sobre Jesús alemana y estadounidense, pero olvida todas las contribuciones italianas, francesas, españolas, etc., que se han realizado al respecto. Esta distinción en tres etapas, por lo tanto, buscaría poner en un primer plano cierto tipo de historiografía, cuya prioridad y supuesta «novedad» no es más que una interpretación interesada.[cita requerida]
Para Fernando Bermejo, filósofo y experto en historiografía sobre Jesús de Nazaret, los postulados y asunciones de este esquema de clasificación implican una interpretación muy discutible de las fuentes sobre la figura de Jesús con las que se cuenta. Según Bermejo las afirmaciones de este esquema están construidas sobre bases arbitrarias y son refutadas por la evidencia literaria. Este autor concluye que el esquema de las tres búsquedas es producto de la imaginación de ciertos académicos, un lecho de Procusto en el que todo aquello que no encaja con sus esquemas preconcebidos es arbitrariamente ignorado, ya sea considerándolo inexistente u obsoleto. Además, plantea la cuestión de si el paradigma dominante en esta investigación sobre la búsqueda del Jesús histórico (Leben-Jesu-Forschung) es un constructo cuyo propósito (inconsciente o no) es servir a determinados intereses ideológicos.